# Njerep
Die Sprache Njerep (auch njerup genannt; ISO 639-3: njr) ist eine fast ausgestorbene mambiloide Sprache, die nur noch von sieben älteren Personen an der Grenze zwischen Nigeria und Kamerun gesprochen wird.
Die Sprache wird noch von zwei Menschen in Nigeria und fünf im Kamerun um den Ort Ba Mambila gesprochen.
Die Sprache wird von immer weniger Menschen als Kommunikationsmittel benutzt. Sie ist der einzige Vertreter der Untergruppe Njerup innerhalb der Gruppe Mambila-Konja. Die jüngeren Menschen sprechen inzwischen zumeist das Englische, die Amts- und Unterrichtssprache Nigerias, einige können auch noch das nigerianische Mambila.